# Tipula paludosa
Pour les articles homonymes, voir Cousin.
Espèce
La tipule des prairies (Tipula paludosa), communément appelée « cousin » ou « mouche-faucheux », est une espèce d'insectes diptères de la famille des Tipulidae, ressemblant à un grand moustique à très longues pattes. Pris à tort pour un moustique, cet insecte n'est pas un insecte piqueur.
Ses larves peuvent engendrer quelques dégâts dans les prairies permanentes et les semis.

## Étymologie
En français, « tipule » est un substantif féminin, emprunté au latin tippula signifiant « araignée d'eau ».

## Description

### Tipule adulte
La tipule des prairies a l’aspect d’un moustique de très grande taille, au corps de 20-25 mm de long pour la femelle et de 16-18 mm pour le mâle. Les ailes font 15 à 22 mm et les pattes postérieures sont beaucoup plus longues que le corps.  La tête est allongée, le thorax gris à stries longitudinales foncées. Les ailes grisâtres ont une bordure antérieure brune.  
Tipula paludosa et T. oleracea sont semblables.  Pour les distinguer, on observe que la femelle de T. paludosa a un abdomen plus long que les ailes et que c’est l’inverse chez T. oleracea.  Pour les mâles, T. paludosa possède une rangée de 15 à 20 soies sur le bord supérieur des pièces génitales alors que les forceps de T. oleracea sont triangulaires et dépourvus de soie. Chez T. paludosa, les yeux sont largement espacés, de plusieurs fois la largeur des segments de base des antennes, alors que chez T. oleracea les yeux sont resserrés,  d'une largeur du segment de base des antennes. Chez T. paludosa, les 2 premiers segments des antennes sont roux, chez T. oleracea, les 3 (ou plus) premiers segments des antennes sont roux. La configuration des cellules de l'aile sont différentes comme on peut le voir sur les photos ci-dessous. 
Les œufs sont noirs, étroits, rigides et font environ 1 mm de long.

### Larve de tipule
La larve est un long asticot de 3 à 4 cm de long, communément appelée « ver gris » en raison de sa couleur gris terreux. Le corps est mou mais très résistant, il s’allonge et se rétracte de façon importante. Il est dépourvu de pattes. 
La larve vit dans le sol où elle se nourrit de racines de plantes.

## Cycle de vie
La tipule des prairies a une seule génération annuelle.  
Les adultes ont une durée de vie de 10 à 15 jours.
Les adultes apparaissent à partir de juin.  Durant l'été jusqu'en septembre-octobre, les adultes volent le matin et le soir dans les endroits humides. On peut facilement les observer au début de l'automne lorsqu'ils cherchent à entrer dans les habitations pour se protéger des premiers frimas. Les tipules s’accouplent à plusieurs reprises et aussitôt après, la femelle pond de nombreux œufs par groupe de 5 ou 6, sur le sol lorsqu’elle est en vol ou sur un support lorsqu’elle est posée. Elle produit en tout de 300 à 400 œufs.
L’œuf se développe en 15 jours dans un milieu très humide et donne une jeune larve qui n’a que 1,5 mm au début de l’hiver.  La larve,  très résistante au froid, hiverne sans entrer en diapause.  Elle creuse des galeries souterraines qui débouchent à l’air libre pour sortir se nourrir la nuit. Elle se nourrit de racines des graminées, de graines de céréales en germination et de parties aériennes des jeunes plants proches du collet. Elle cesse de s'alimenter en hiver mais reprend au printemps. 
Elle passe par quatre stades larvaires de septembre  à juillet-août. 
Elle se nymphose dans le sol à partir du mois de juin. La nymphe subit un développement durant 10 à 20 jours. Au moment de l’éclosion, la nymphe monte dans la galerie.

## Écologie
Tipulosa paludosa est présente en France. De répartition holarctique, cette tipule est présente dans toute l'Europe. 
Elle a été introduite accidentellement en Amérique du Nord.
Les tipules sont consommées par les oiseaux et les batraciens.

## Dégâts aux cultures
Les larves peuvent commettre des dégâts importants de janvier à mai. 
- Les prairies attaquées jaunissent prématurément par plaques. Des populations de 400 à 1000 larves au mètre carré ont pu être observées lors de pullulation, entrainant la destruction complète de la zone infestée[4]. Elle est aussi nuisible aux pelouses et aux gazons des terrains de sport.
- Les semis de prairies sont très vulnérables aux tipules. Les plantules sont dévorées lorsqu’elles ne font qu’un à deux centimètres de haut.
- Les céréales d’hiver, blé et orge, sont aussi victimes d’attaques de tipules. La partie souterraine des tiges est coupée ce qui provoque la mort du pied.
- Les pousses de pois ou de pommes de terre peuvent être dévorées sous terre.
- Les plantes  ornementales cultivées sous abri, en pépinière ou dans les jardins peuvent aussi être ravagées par cette larve. Elle fait de grands trous dans les feuilles du bas[5].

## Galerie photos

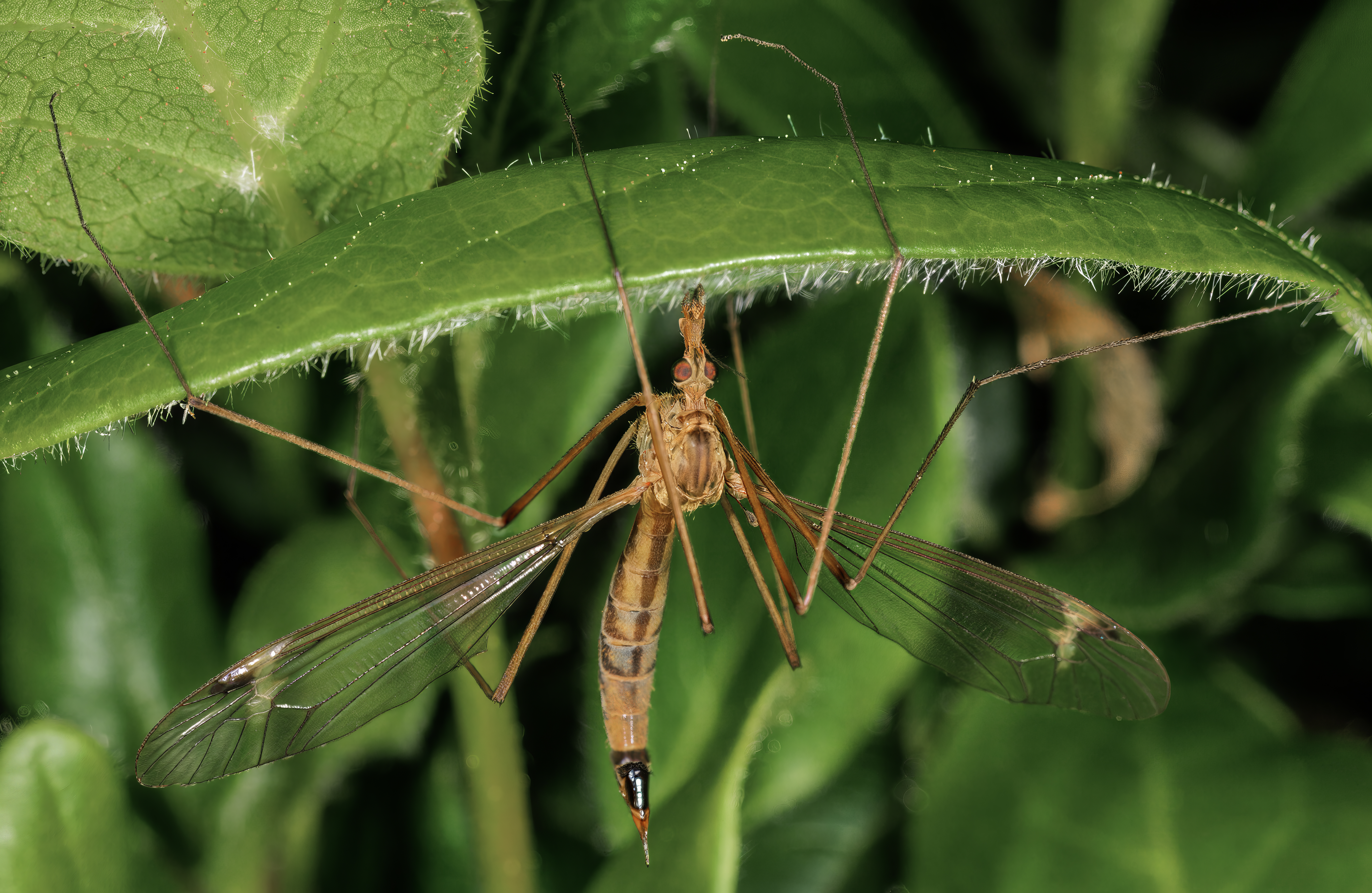
Femelle à l’abdomen pointu
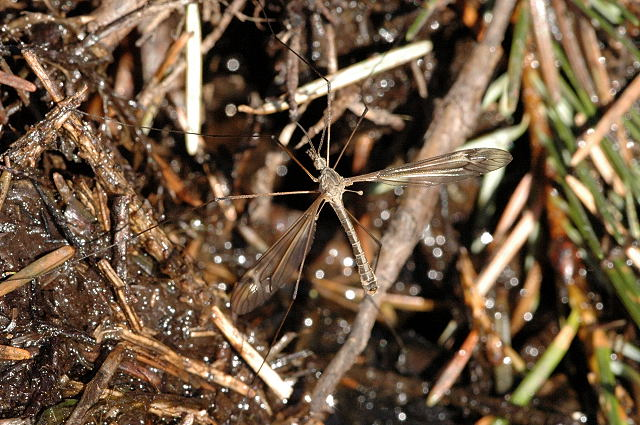
Mâle, à l’extrémité de l’abdomen renflé
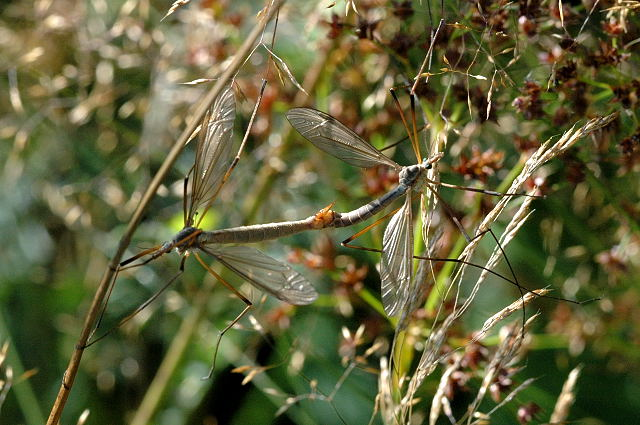
Accouplement
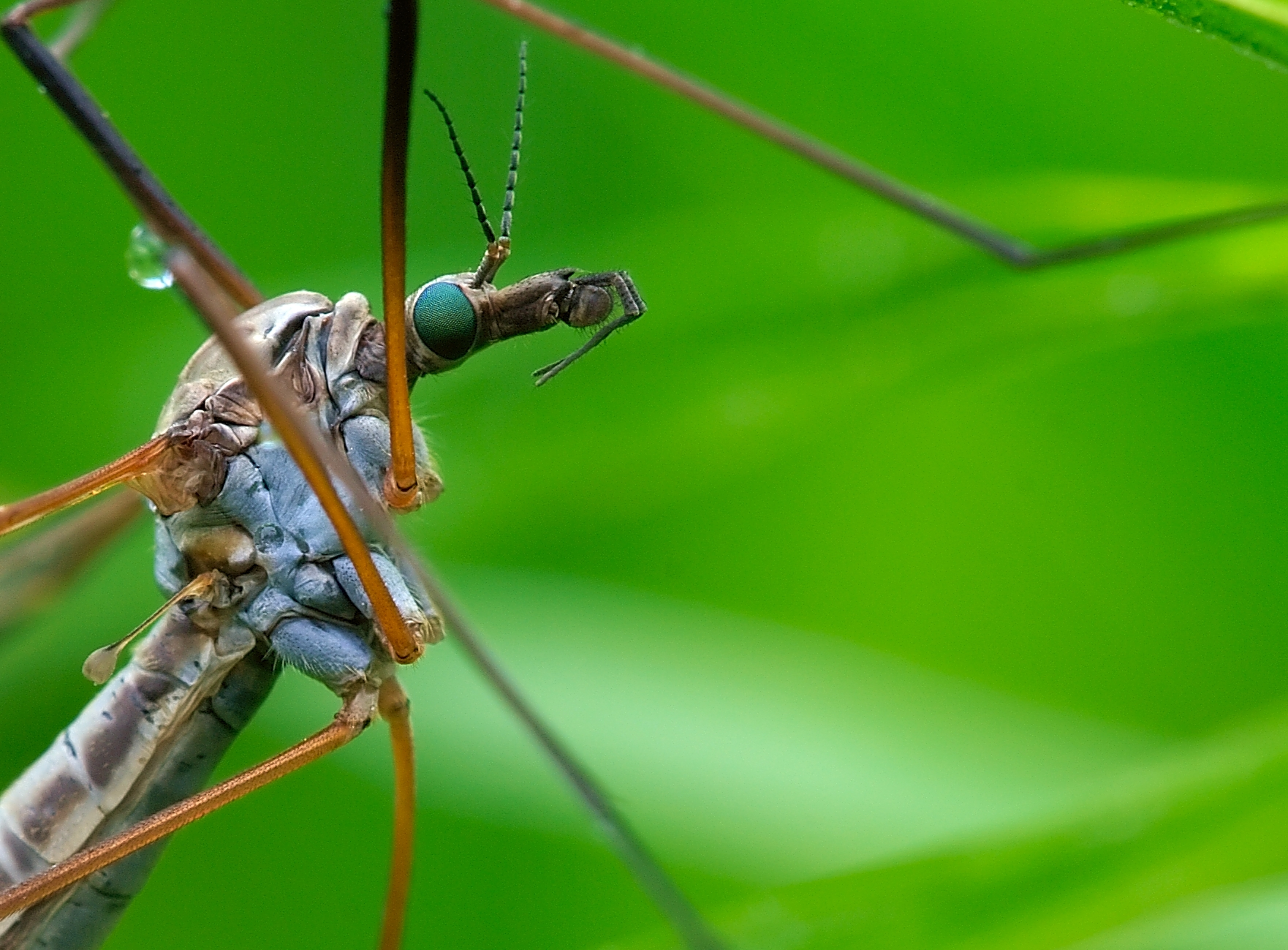
Tête de Tipulidae : "museau" avec les palpes vues de côté
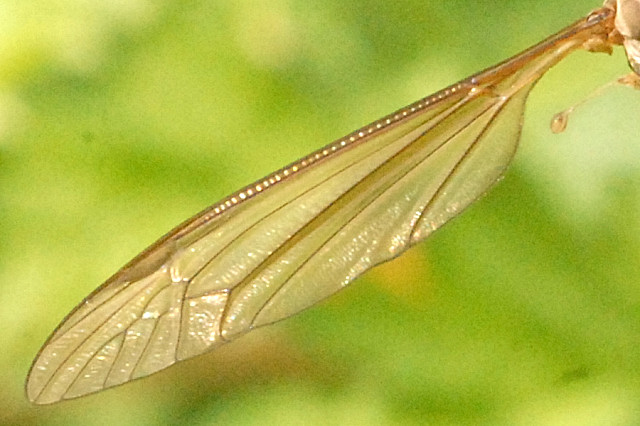
Aile de T. paludosa
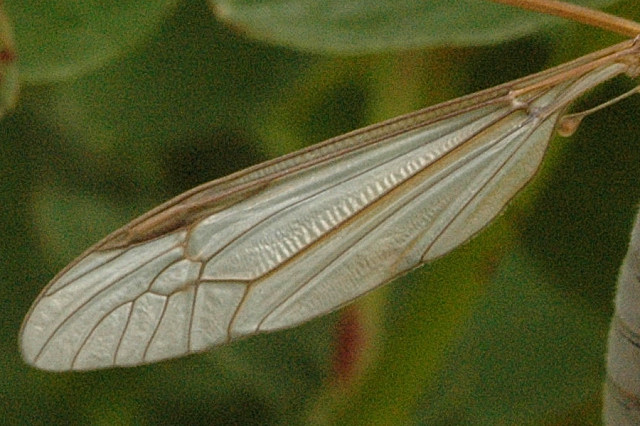
Aile de T. oleracea